# فاسل وگا
فاسل وگا (انگلیسی: Facel Vega) شرکت خودروسازی فرانسوی بود، که در سال ۱۹۳۹ تأسیس شد و در سال ۱۹۶۴ منحل گردید.